# Bahr Aouk
Le Bahr Aouk (appelé communément Aukalé dans son cours supérieur) est une rivière d'Afrique centrale qui coule en République centrafricaine et au Tchad. 

## Géographie
Le Bahr Aouk prend sa source à proximité de la frontière soudanaise. Sur la grande partie de son cours, la rivière sert de frontière entre la République centrafricaine et le Tchad. 
Dès sa naissance, le Bahr Aouk prend la direction du sud-ouest se dirigeant vers la région de Sarh, véritable carrefour hydrologique du sud de la république du Tchad, où confluent une série de cours d'eau contribuant à former le Chari. Après avoir quitté la frontière centrafricaine, quatre kilomètres avant son confluent, le Bahr Aouk se jette dans le Chari à quelque quinze kilomètres en amont de la ville tchadienne de Moussafoyo.

## Les débits à Golongosso
Le débit de la rivière a été observé pendant 23 ans (1952-1974) à Golongosso, localité centrafricaine située peu en amont du débouché du Bahr Aouk dans le Chari. 
À Golongosso, le débit annuel moyen ou module observé sur cette période était de 74 m3/s pour un bassin versant estimé à 96 000 km2, soit la quasi-totalité de ce dernier.
La lame d'eau écoulée dans l'ensemble du bassin atteint ainsi le chiffre de 24 millimètres par an.
Le Bahr Aouk est une rivière assez irrégulière comme la plupart des cours d'eau de la région. Sur la période d'observation de 23 ans, le débit mensuel minimal a été de 3 m3/s, tandis que le débit mensuel maximal s'élevait à 340 m3/s.